# An Puch
An Puch (tudi Ah Puch) je v majevski mitologiji bog smrti in je gospodar devetega pekla, Metnala.
Po navadi je bil upodobljen kot okostnjak oz. truplo, okrašeno z zvonci; včasih je imel sovjo glavo.